# Рюкин, Михаил Николаевич
Михаил Николаевич Рюкин (1914-1943) — капитан Рабоче-крестьянской Красной Армии, участник Великой Отечественной войны, Герой Советского Союза (1943).

## Биография
Михаил Рюкин родился 21 октября 1914 года в деревне Петровское (ныне — Одоевский район Тульской области). После окончания школы крестьянской молодёжи и Тульской высшей сельскохозяйственной школы работал сначала председателем колхоза, затем в Венёвском райкоме ВЛКСМ. В 1936 году Рюкин был призван на службу в Рабоче-крестьянскую Красную Армию. С начала Великой Отечественной войны — на её фронтах.
К сентябрю 1943 года гвардии капитан Михаил Рюкин был агитатором 30-го гвардейского воздушно-десантного полка 10-й гвардейской воздушно-десантной дивизии 37-й армии Степного фронта. Отличился во время битвы за Днепр. В ночь с 30 сентября на 1 октября 1943 года Рюкин возглавил переправу через Днепр в районе села Мишурин Рог Верхнеднепровского района Днепропетровской области Украинской ССР 3-го стрелкового батальона, принимал активное участие в боях за захват и удержание плацдарма на его западном берегу. В бою за Мишурин Рог Рюкин трижды поднимал батальон в атаку, уничтожил бронемашину и большое количество вражеских солдат и офицеров, сам был тяжело ранен, но остался в строю. 3 октября 1943 года он погиб в бою. Похоронен в Мишурином Роге.
Указом Президиума Верховного Совета СССР от 20 декабря 1943 года за «мужество и героизм, проявленные при форсировании Днепра и в боях на захваченном плацдарме» гвардии капитан Михаил Рюкин посмертно был удостоен высокого звания Героя Советского Союза. Также был награждён орденами Ленина и Отечественной войны 2-й степени, медалью.